# Cormeilles-en-Parisis
Cormeilles-en-Parisis es una localidad y comuna francesa situada en el departamento de Valle del Oise, en la región de Isla de Francia.
Inscrito en el distrito de Argenteuil, el municipio se localiza en la aglomeración urbana de París, a 17,4 kilómetros al noroeste de su centro. 
En él viven 21 824 habitantes, según el censo de 2007, y su tamaño es de 8,48 km². La densidad de población es de 2 574 habitantes por km².

## Demografía
| 1 550 | 1 330 | 1 336 | 1 280 | 1 219 | 1 255 | 1 242 | 1 258 | 1 275 | 1 432 | 1 560 | 1 548 | 2 070 | 1 934 | 1 836 | 1 907 | 2 285 | 2 654 | 2 827 | 3 240 | 4 536 | 6 169 | 7 943 | 8 460 | 8 494 | 10 638 | 11 486 | 13 829 | 14 063 | 14 484 | 17 417 | 19 643 | 21 824 |
| Para los censos de 1962 a 1999 la población legal corresponde a la población sin duplicidades (Fuente: INSEE [Consultar]) |       |       |       |       |       |       |       |       |       |       |       |       |       |       |       |       |       |       |       |       |       |       |       |       |        |        |        |        |        |        |        |        |

## Personajes vinculados
Es el lugar de nacimiento de:
- Louis Daguerre (1787-1851), artista que inventó el proceso de fotografía daguerrotipo.
- Henri Cazalis (1840-1909), poeta.
- Robert Hue (nacido en 1946), político comunista.
- Boris Diaw (nacido en 1982), jugador de los San Antonio Spurs

## Hermanamientos
Está hermanado con el pueblo de Ware (Reino Unido). 